# Replicators (Stargate)
De Replicators zijn een fictief buitenaards ras uit de televisieseries Stargate SG-1 en Stargate Atlantis.

## Achtergrond
De replicators zijn een "ras" van robots die maar een doel hebben, zichzelf vermeerderen. Hiervoor pakken en gebruiken ze alle materialen en kennis die zij kunnen vinden op hun pad. Alles wat zij weten en meemaken, wordt gedeeld door alle andere replicators.

## Soorten
Er zijn verschillende Replicator-soorten. De belangrijkste zijn:

### Melkweg-Replicators
Deze vinden hun oorsprong in een androïde, die slechts de persoonlijkheid van een kleuter had. Het maakte de eerste Replicators als speelgoed, maar verloor de controle erover. Het is onbekend hoe deze Replicators hierna in de Asgard-melkweg Ida kwamen. Ze bestaan uit kleine blokjes van ongeveer 3x4x1cm groot, die samenkleven tot de verschillende ondersoorten en wat ze maar nodig hebben, waaronder schepen, tafels etc.
De Melkweg-Replicators kennen weer de volgende ondersoorten:
- Krab-vormige replicators: deze vorm hadden de eerste replicators. Ze zijn ongeveer 35 cm in doorsnede, en bewegen zich razendsnel voort lopend en springend, vaak in grote aantallen. Ook kunnen ze een zuur spugen dat door de meeste metalen vreet.

- Tor-vormige Replicators: deze vorm komt veel minder voor. Vaak neemt de koningin van een zwerm of deelzwerm deze vorm aan, maar ze worden ook wel gezien tussen de krab-vormige. Ze zijn beduidend groter ongeveer 1,20 meter lang en 50 centimeter breed. Ze bezitten ook vleugels, waarmee zij wel klapperen, maar of ze kunnen vliegen of andere speciale gaven hebben is onbekend.

- Menselijke Vorm Replicators: deze vorm is zeer zeldzaam, zeker bij het Melkwegtype. Zij kunnen deze vorm pas maken met neutronium, een zeldzaam materiaal alleen te vinden op asgardplaneten. Zij zien eruit als mensen, en kunnen zich ook zo gedragen. Ze functioneren als leiders van de gehele zwerm. Hun motief is onveranderd vermeerderen in aantallen, al is hun karakter minder dierlijk geworden. Een van deze Melkweg-menselijke vorm replicators verraadt zelfs de replicators om samen met SG1 te vluchten.

### Pegasus-Replicators
In de Pegasusmelkweg komt een tweede soort Replicator voor, dat volledig los staat van de reeds genoemde
Melkweg-Replicators. Deze Replicators waren gemaakt door de Ancients (Ouden) om het tekort in aantallen tegenover de wraith op te lossen. Ze werden voor vernietigd achtergelaten door hen, maar herbouwden hun planeet. Ze bestaan uit nano-cellen, en slechts in "menselijke vorm". Schepen, gebouwen, en alle andere zaken zijn bij deze Replicators gewoon van echte materialen. Hun techniek en schepen zijn identiek aan die van de Ancients. Aanvankelijk kende hun programmering bepaalde blokkades, maar nadat Rodney McKay ermee ging rommelen, zijn deze Replicators in staat hun eigen programmering aan te passen op sommige punten.